# 內布海崖

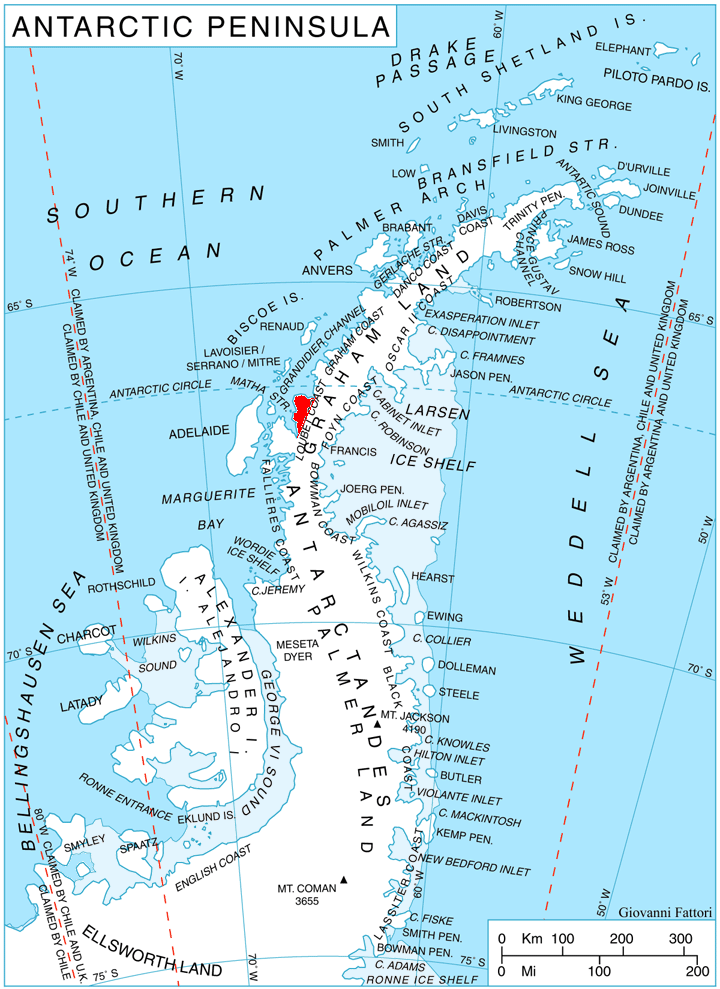

內布海崖（英語：Neb Bluff），是南極洲的海崖，位於葛拉漢地的盧貝海岸，處於奧福德崖以南11公里的佩爾尼克半島西岸，俯瞰拉勒曼德港東部，現時由南極條約體系管理。

## 外部連結
- SCAR Composite Gazetteer of Antarctica（页面存档备份，存于）.

67°0′S 66°35′W / 67.000°S 66.583°W